# Ekspropriation
 Denne artikel omhandler overvejende eller alene danske forhold. Hjælp gerne med at gøre artiklen mere almen.
Ekspropriation betegner det ejerskifte, der finder sted når offentlige myndigheder overtager privat ejendom. Myndighederne kan være staten, regionerne, kommunerne eller helt specifikke offentlige institutioner såsom skoler eksempelvis. I særlige tilfælde kan det være private firmaer, der foretager ekspropriation på vegne af myndighederne. Som regel forhandles der en frivillig opkøbsaftale med ejeren. Hvis kan der ikke findes en fælles aftale og findes overtagelsen vigtig for almenvellet, kan ejerskiftet også ske pr. dekret, mod ejerens vilje.
Ekspropriation kan omfatte andet end fast ejendom, som fx islandske håndskrifter; se Højesterets afgørelse i U.1967.22 H.

## Regler for ekspropriation
Ekspropriation tages eksempelvis i brug, når staten ønsker at føre en motorvej eller en motortrafikvej igennem et område, eller når kommunerne ønsker at sikre drikkevandsressourcer. I Danmark er ejendomsretten beskyttet over for det offentlige ved bestemmelser i Grundlovens § 73.
Loven kræver følgende betingelser opfyldt, før offentlige myndigheder kan forlange ejendom afstået:
- Afståelsen skal ske mod fuld erstatning
- Afståelsen skal ske af hensyn til almenvellet
- Indgrebet skal være hjemlet ifølge lov

Desuden skal ekspropriationen ske i henhold til lov om fremgangsmåden ved ekspropriation vedrørende fast ejendom.
Yderligere kan en ekspropriationslov ikke stadfæstes, hvis mindst en tredjedel af Folketingets medlemmer modsætter sig det. I så fald må loven vedtages igen efter førstkommende valg til Folketinget, før den kan træde i kraft.
Hvis en borger mener, at en lov – eller oftest en myndigheds afgørelse efter en lov – krænker ejendomsretten, kan spørgsmålet indbringes for domstolene, jf. Grundloven § 73, stk. 3. Derudover indeholder en del love særlige regler om klageadgang ved ekspropriation af arealer eller rettigheder.

## Erstatningsfri regulering af ejendomsretten
Der findes et andet juridisk begreb, hvis virkning minder om ekspropriation, nemlig erstatningsfri regulering af ejendomsretten. For den berørte er virkningen dog den samme, for der sker et indgreb (en begrænsning) af den private ejendomsret. Bl.a. Højesterets dom i U.1998.1669 H handler om erstatningsfri regulering af ejendomsretten. Som det fremgår af begrebets navn, berettiger en erstatningsfri regulering af ejendomsretten ikke til, at den berørte kan få erstatning.